# Suzuki Splash
Suzuki Splash — городской автомобиль, разработанный в рамках общей концепции «Suzuki — образ жизни». Концепт Splash был показан на Парижском международном автосалоне в сентябре 2006. Серийное производство Suzuki Splash началось в 2008 году в Эстергоме (Венгрия). Автомобиль позиционируется как идеальный транспорт для молодой семьи.
Продажи Suzuki Splash в Европе начались весной 2008 года. Им предшествовали краштесты по системе Euro NCAP, по результатам которых автомобиль получил 4 звезды. На европейский рынок поставляются машины с тремя типами двигателей: трёхцилиндровым бензиновым рабочим объемом 996 куб. см., четырехцилиндровым бензиновым объемом 1242 куб. см. и дизельным рабочим объемом 1312 куб. см. Во всех трёх вариантах автомобиль соответствуем экологическим нормам Евро-4.
В течение 2008 года в Европе было продано 28159 автомобиля. План продаж на 2009 и последующие годы составляет 60 000 экземпляров в год.

## в России
Продажа Splash в России началась 24 апреля 2009 года. Российским покупателям доступны только бензиновые двигатели — 1.0 с механической КПП и 1.2 с механической либо автоматической КПП. Рекомендуемая стоимость версии 1.0 составляет 410 000 российских рублей, версии 1.2 — 440 000 с МКПП и 540 000 с АКПП российских рублей.
В данный момент[когда?] на российский рынок поставляются автомобили с новым бензиновым двигателем объёмом 1.2 л. с 94 л.с.